# Hina Sugita
Hina Sugita (杉田 妃和?, Sugita Hina; Kitakyūshū, 31 gennaio 1997) è una calciatrice giapponese, centrocampista del Portland Thorns e della nazionale giapponese.

## Carriera

### Nazionale
Nel settembre 2012 Sugita, allora appena quindicenne, viene convocata dalla federazione giapponese per indossare la maglia della formazione Under-17 che partecipa al Mondiale di Azerbaigian 2012. In quell'occasione il tecnico Hiroshi Yoshida la impiega in tutti i quattro incontri disputati dalla sua nazionale, con la centrocampista che sigla due reti, a Brasile e Messico, durante la fase a gironi, con il Giappone che termina il torneo ai quarti di finale eliminato dal Ghana.
L'anno successivo è aggregata alla formazione Under-16 che disputa all'edizione 2013 del campionato asiatico, torneo che definirà la nazionale che avrà accesso al Mondiale Under-17 della Costa Rica 2014. In quell'occasione sigla 6 reti e al termine del torneo festeggia con le compagne la sofferta vittoria in finale sulle avversarie della Corea del Nord che superano solo ai tiri di rigore.
Nel 2014 Sugita torna ad indossare la maglia dell'Under-17, nonché la fascia di capitano della squadra, al Mondiale di Costa Rica 2014. Convocata dal tecnico Asako Takakura, durante il torneo viene impiegata in cinque dei sei incontri disputati dalla sua nazionale, siglando 5 reti, una tripletta al Paraguay nell'incontro vinto per 10-0 nella fase a gironi, al Messico, quello che fissa sul 2-0 la vittoria ai quarti di finale, quello su rigore che porta il parziale sul 4-0 con il Venezuela nella vittoria per 4-1 in semifinale, condividendo con le compagne la conquista del trofeo, il primo per la squadra giovanile giapponese, vincendo la finale del 4 aprile sulle pari età della Spagna under 17 con il risultato di 2-0. In quell'occasione viene premiata con il Pallone d'oro.
Due anni più tardi Takakura la chiama con l'Under-20 in occasione del Mondiale di Papua Nuova Guinea 2016. Sugita scende in campo in tutti i sei incontri fino alla finale per il terzo posto vinta 2-1 con gli Stati Uniti e viene nuovamente premiata con il Pallone d'oro.
Nell'estate 2018 riceve la sua prima convocazione nella nazionale maggiore, chiamata nuovamente da Takakura, che aveva rilevato il CT Norio Sasaki nel 2016, in occasione della seconda edizione del Tournament of Nations, debuttando il 2 agosto rilevando al 72' Moeno Sakaguchi nell'incontro perso per 2-0 con l'Australia.
Takakura la convoca nuovamente in occasione della SheBelieves Cup 2019 e la inserisce nella lista delle 23 calciatrici che disputano il Mondiale di Francia 2019.

## Palmarès

### Club
- National Women's Soccer League: 1

Portland Thorns: 2022
- Coppa dell'Imperatrice: 2

INAC Kobe: 2015, 2016

### Individuale
- Pallone d'oro mondiale under 20: 1

2016